# Heteropelma savaiiense
Heteropelma savaiiense là một loài tò vò trong họ Ichneumonidae.